# NGC 2344
NGC 2344 је спирална галаксија у сазвежђу Рис која се налази на NGC листи објеката дубоког неба.
Деклинација објекта је + 47° 10' 2" а ректасцензија 7h 12m 28,6s. Привидна величина (магнитуда) објекта NGC 2344 износи 12,0 а фотографска магнитуда 12,8. Налази се на удаљености од 16,0000 милиона парсека од Сунца. NGC 2344 је још познат и под ознакама UGC 3734, MCG 8-13-103, CGCG 234-100, KARA 180, NPM1G +47.0086, PGC 20395.